# Карл I Мекленбургский
Карл I Мекленбургский (нем. Karl I., Herzog zu Mecklenburg-Güstrow; 28 декабря 1540, Нойштадт — 22 июля 1610, Гюстров) — герцог Мекленбурга, правивший в Мекленбург-Гюстрове.
Карл — младший сын герцога Альбрехта VII Мекленбургского. В 1564—1610 годах Карл занимал должность администратора комтурства в Мирове. После смерти старших братьев Иоганна Альбрехта I в 1576 году и Ульриха в 1603 году 14 марта 1603 года он наследовал последнему, став правящим герцогом в Мекленбург-Гюстрове и опекуном для сыновей Иоганна Альбрехта I — Иоганна Альбрехта II и Адольфа Фридриха I — в Мекленбург-Шверине. В 1592—1610 годах он одновременно занимал пост администратора Ратцебургского епископства.
В 1603 году Карл поручил вдове Иоганна VII Софии Шлезвиг-Гольштейн-Готторпской управление наследством её сыновей. В 1608 году герцог Карл предложил императору объявить старшего сына Софии совершеннолетним.